# HD 107113
HD 107113，又名BD+87 107，SAO 2012、HR 4683，是一颗恒星，视星等为6.33，位于銀經123.56，銀緯30.65，其B1900.0坐标为赤經12h 13m 55.8s，赤緯+86° 30.65′ 30″。